# Waldbredimus
Waldbredimus (luxemburgisch Waldbriedemesⓘ) ist ein Ort und eine ehemalige Gemeinde im Großherzogtum Luxemburg. Sie wurde am 1. September 2023 mit der Gemeinde Bous zur Gemeinde Bous-Waldbredimus fusioniert. Am 1. Januar 2023 zählte sie 1336 Einwohner und hatte eine Fläche von 12,5 km².

## Gemeindegliederung
Die Gemeinde bestand aus den Ortschaften:
- Ersingen
- Roedt
- Trintingen
- Waldbredimus

## Partnergemeinde
Die Partnerschaft zwischen der Gemeinde Waldbredimus und Hrušky in Tschechien besteht seit 2004. Im Beisein des Bürgermeisters Louis Oberhag enthüllte die tschechische Botschafterin in Luxemburg, Ivana Vaneckova, 2010 eine Ehrenplakette, die zum Gedenken an die Partnerschaft an der Vorderfront des Gemeindehauses in Trintingen befestigt wurde.